# Jonathan Haidt
Jonathan David Haidt (né en 1963 à New York) est un universitaire américain, spécialisé en psychologie sociale et professeur d'éthique. Ses travaux portent sur la morale. 
Professeur assistant à l'université de Virginie de 1995 à 2011, il enseigne par la suite à la Stern School of Business de l'université de New York.
Il a publié plusieurs livres, notamment The Happiness Hypothesis (2006), The Righteous Mind (2012), qui est devenu un best-seller du New York Times, et The Coddling of the American Mind (en) (2018). Il est considéré comme l'un des plus grands « penseurs globaux » (top global thinkers) par Foreign Policy et l'un des plus grands intellectuels de la planète par Prospect magazine. Ses trois conférences TED ont été visionnées plusieurs millions de fois,,.

## Biographie
Haidt naît à New York et grandit à Scarsdale. En 1985, il obtient un BA à l'université Yale, puis, en 1992, un PhD en psychologie de l'université de Pennsylvanie. Par la suite, il fait un postdoctorat sur la psychologie culturelle (en) à l'université de Chicago sous la supervision de Jonathan Baron (en), Alan Fiske (en) et Richard Shweder (en). Il remporte une bourse Fulbright afin d'effectuer trois mois de recherches sur la moralité à Odisha, en Inde.
En 1995, Haidt est engagé comme assistant professor à l'université de Virginie. Il remporte quatre prix liés à son enseignement.
En 1999, Haidt s'intéresse à la toute nouvelle psychologie positive. Ses recherches mènent à la publication de Flourishing, en 2003, puis à The Happiness Hypothesis en 2006.
À partir de 2004, il applique la psychologie morale à la politique, effectuant des recherches sur les fondements psychologiques de l'idéologie. Cela l'amène à la publication de The Righteous Mind en 2012.
En 2007-2008, il est professeur invité à l'université de Princeton.
Depuis 2011, Haidt travaille à Leonard N. Stern School of Business. Ses recherches actuelles concernent la psychologie morale de l'éthique des affaires. Il est également engagé dans les efforts visant à favoriser une plus grande civilité politique et d'accroître la diversité idéologique de la psychologie sociale et d'autres sciences sociales.
En 2024, Haidt a publié le livre "The Anxious Generation: How the Great Rewiring of Childhood is Causing an Epidemic of Mental Illness". Dans ce livre, Haidt examine les effets des technologies modernes telles que les smartphones et les médias sociaux sur la santé mentale et le bien-être des jeunes. Haidt discute de la transition d'une enfance basée sur le jeu à un environnement plus orienté vers la technologie, qui a entraîné une augmentation de l'anxiété, de la dépression et d'autres troubles mentaux chez les adolescents. Il analyse comment le manque de temps de jeu non structuré et l'exposition excessive aux écrans ont contribué à ces problèmes. Il explore également le rôle des médias sociaux dans le renforcement du sentiment de pression sociale, de comparaison et d'isolement chez les jeunes. En outre, Haidt examine plus en détail la question de la dysphorie de genre et sa relation potentielle avec les tendances des médias sociaux. Il remarque que historiquement, les taux de dysphorie de genre étaient plus élevés chez les hommes nés cherchant une opération de réassignation sexuelle, mais qu'il y a eu une rapide augmentation chez les femmes nées, notamment parmi les adolescents de la génération Z, cherchant un traitement pour la dysphorie de genre. Haidt discute de la dynamique complexe de l'identité de genre et de l'influence des facteurs sociaux et culturels, y compris les interactions en ligne, sur la compréhension et l'expérience du genre.

## La métaphore de l'éléphant et du cavalier
Les observations de l'intuitionnisme social, que les intuitions viennent en premier et la rationalisation en second, ont conduit à la métaphore de l'éléphant et du cavalier. Le cavalier représente les processus contrôlés et conscients et l'éléphant représente tous les processus automatiques. Cette métaphore reprend la pensée de Daniel Kahneman résumée dans Système 1 / Système 2 : Les deux vitesses de la pensée. Cette métaphore est largement utilisée dans ses deux livres The Happiness Hypothesis (2006) et The Righteous Mind (2012).
Le cavalier est penché sur la positivité et se concentre sur des problèmes complexes, alors que l'éléphant est davantage penché sur des informations négatives et ne sait résoudre seulement que des problèmes simples. La face cavalier évoque notre néocortex, notre côté rationnel, complémentaire à cette de l'éléphant.

## Les théories de Haidt

### L'approche intuitionniste sociale
Selon le modèle intuitionniste social de Haidt, le jugement moral est le résultat des intuitions qui représentent un processus cognitif rapide et automatique dont la conclusion apparaît spontanément. Elles sont ensuite suivies par une évaluation de l'ensemble des vertus sous le nom d'un jugement. Finalement, le raisonnement moral prend lieu pour traiter l'information trouvée. Il se fait en plusieurs étapes telles que la recherche des preuves, l'évaluation des preuves et le test des hypothèses. Habituellement, ce processus se produit lentement et peut être contrôlé même s'il demande un effort important.

### Les émotions morales
Selon Haidt, l'émotion est une source de motivation pour un certain genre d'action. Il définit donc les émotions morales comme étant des motivations pour les actions morales et des réponses aux violations morales. Ces émotions amènent l'être humain à se soucier de son monde social et à remettre en question son intégrité. Haidt forme quatre groupes différents qui comportent une liste d'émotions qu'il juge morales : la famille de la réprobation (le dégoût, la colère, le mépris, l'indignation et l'aversion), le souci de soi (la honte, la culpabilité et la gêne), la souffrance des autres, et le mérite des autres (la compassion et la gratitude). Il précise que ces familles d'émotions morales sont présentes dans toutes les cultures du monde.

## Psychologie de la morale
Selon le psychologue Haidt, les recherches en psychologie morale sont biaisées par la population ciblée dans les études de psychologie sociale occidentale : les étudiants forment un groupe aberrant d'un point de vue psychologique et moral, selon Haidt. Ce facteur explique en grande partie le problème de reproductibilité des études en psychologie sociale. Il explique les erreurs méthodologiques dans le premier chapitre du livre The Righteous Mind. Il propose donc, avec ses collègues Joseph Craig et Jesse Graham, une approche différente définissant la morale de façon plus élargie, afin d'inclure les préoccupations et les valeurs qui sont présentes partout sur la planète.
Il propose une théorie, « la théorie des fondements moraux » qui inclut cinq vertus présentes dans toutes les cultures. Aux deux vertus classiques de justice et de soin d'autrui sont ajoutées les vertus, réputées conservatrices, de loyauté au groupe, d’obéissance à l'autorité et de pureté morale. Les valeurs de loyauté au groupe et d’obéissance à l'autorité ont en commun d'améliorer les liens entre les groupes sociaux.

## Œuvres
- 2006 : Hypothèse du bonheur : La redécouverte de la sagesse ancienne dans la science contemporaine [« The Happiness Hypothesis »]  (trad. de l'anglais)
- 2012 : (en) The Righteous Mind
- 2018 : (en) Jonathan Haidt et Greg Lukianoff, The Coddling of the American Mind: How Good Intentions and Bad Ideas Are Setting Up a Generation for Failure, Penguin Press (ISBN 978-0735224896)
- 2024 : (en) The Anxious Generation: How the Great Rewiring of Childhood is Causing an Epidemic of Mental Illness
- 2025 : Génération anxieuse [« The Anxious Generation: How the Great Rewiring of Childhood is Causing an Epidemic of Mental Illness »], Les Arènes (ISBN 9791037513090)